# Frenzel

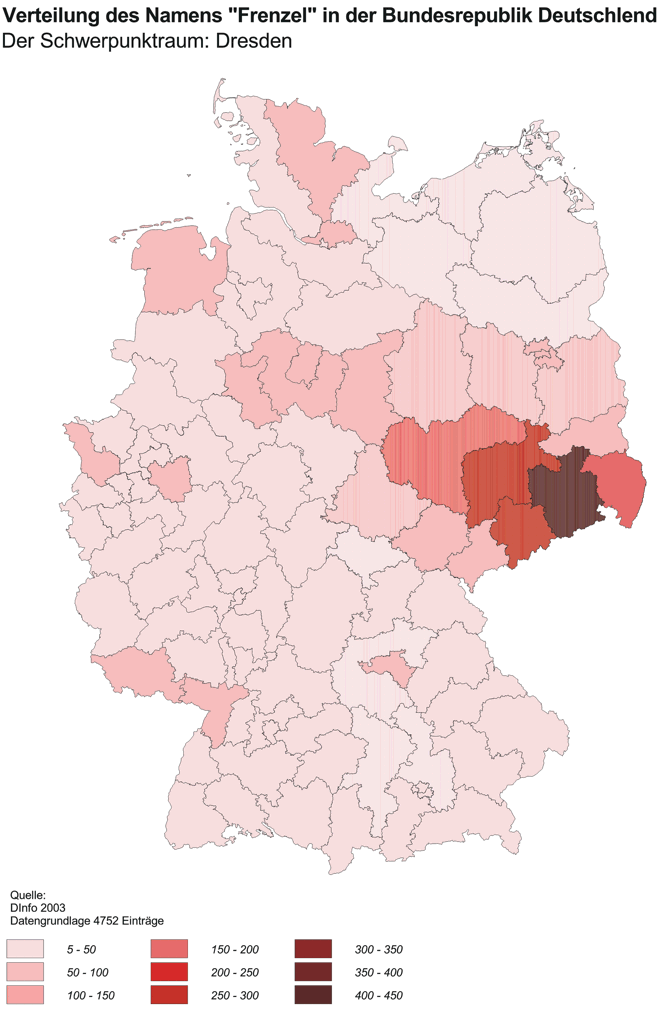
Verbreitung des Familiennamen „Frenzel“ in der Bundesrepublik Deutschland

Der Familienname Frenzel ist ein Diminutiv des Namens Franz. Namensträger finden sich gehäuft im Schwerpunktraum Dresden.

## Schreibweisen
- Frenzel, Frentzel, Frenzl, Fränzel, Fräntzel, Fraentzel, Frencl/Frencel (sorbisch)

## Namensträger

### A
- Abraham Frenzel (1656–1740), sorbischer Historiograph, siehe Abraham Frencel
- Alba Frenzel (* 1984), deutsche Künstlerin und Fotografin
- Albrecht Frenzel (* 1966), deutscher Medienmanager, Journalist und Leiter der Verwaltungsdirektion des Bayerischen Rundfunks
- Alfons Frenzel (1946–2015), sorbischer Schriftsteller
- Alfred Frenzel (1899–1968), deutscher Politiker (SPD) und Spion
- Anna Frenzel-Röhl (* 1981), deutsche Schauspielerin
- Anton Frenzel (1790–1873), Weihbischof von Ermland
- August Frenzel (1842–1902), deutscher Mineraloge, siehe Friedrich August Frenzel (Mineraloge)

### B
- Bartholomäus Frenzel (~1550–1595+), deutscher Dichter
- Bill Frenzel (1928–2014), US-amerikanischer Politiker
- Bruno Frenzel (1944–1983), deutscher Rock-Gitarrist und Komponist
- Burkhard Frenzel (1928–2010), deutscher Geograph und Botaniker

### C
- Carl Eduard Frenzel (* 1812), deutscher Lehrer und Autor
- Christian Frenzel (* 1963), deutscher Richter und Politiker (SPD)
- Claudia Frenzel (* 1966), deutsche Schriftstellerin
- Curt Frenzel (1900–1970), deutscher Zeitungsverleger

### D
- Dieter Frenzel (* 1955), deutscher Eishockeyspieler und -trainer

### E
- E.-Heinz Frenzel (1913–1985), deutscher Unternehmer
- Elisabeth Frenzel (1915–2014), deutsche Literaturwissenschaftlerin
- Eric Frenzel (* 1988), deutscher Nordischer Kombinierer
- Ernst Frenzel (Politiker, 1887) (1887–1962), deutscher Politiker (SPD, USPD)
- Ernst Frenzel (Politiker, 1904) (1904–1978), deutscher Bankangestellter und Politiker (NSDAP)

### F
- Franz Justus Frenzel (1740–1823), Pfarrer in Oßmannstedt, Botaniker
- Franz Xaver Frenzel (Friedemann Katt; * 1945), österreichischer Komponist
- Friedrich Frenzel (Architekt) (1885–1972), deutscher Architekt und Maler
- Friedrich August Frenzel (Maler) (1814–1897), deutscher Historienmaler und Lithograf
- Friedrich August Frenzel (Mineraloge) (August Frenzel; 1842–1902), deutscher Mineraloge
- Fridolin Frenzel (1930–2019), deutscher Maler
- Fritz Frenzel (August Bäbchen; 1855–1915), deutscher Schriftsteller und Verleger

### H
- Hans Frenzel der Reiche (1463–1526), deutscher Bauherr, Grundbesitzer, Biereigner und Kaufmann
- Hans Frenzel (Politiker) (1895–1966), österreichischer Jurist und Politiker (SPÖ)
- Hans Frenzel (Eishockeyspieler) (1928–2020), deutscher Eishockeyspieler und -trainer
- Heiko Frenzel (* 1987), deutscher Hacker
- Heinrich Frenzel, Pseudonym von Heinrich Fraenkel (Autor) (1859–um 1925), deutscher Autor
- Heinz Frenzel (1920–2005), deutscher Fußballspieler und -trainer
- Henning Frenzel (* 1942), deutscher Fußballspieler
- Herbert Frenzel (Romanist) (1913–1968), deutscher Sprachwissenschaftler
- Herbert A. Frenzel (1908–1995), deutscher Theaterwissenschaftler
- Hermann Frenzel (1895–1967), Göttinger Otologe
- Hermann Karl Frenzel (1882–1937), deutscher Professor, gründete in den 1920er Jahren die Zeitschrift Gebrauchsgraphik
- Hermann Robert Frenzel (1850–1928), deutscher Organist und Fachautor

### I
- Ingo Ludwig Frenzel (* 1966), deutscher Filmkomponist
- Ivo Frenzel (1924–2014), Lektor und Wissenschaftsredakteur

### J
- Joachim Frenzel (1515–1565), Grundherr
- Johann Frenzel (1463–1526), Görlitzer Großhändler und Bauherr, eigentlich bekannt als Hans Frenzel der Reiche
- Johann Frenzel (1608–1674), lutherischer Theologe und kaiserlich gekrönter Dichter aus Annaberg (Erzgebirge), ursprüngliche Schreibweise: Johann Frentzel
- Johann Frentzel, Stammvater der Regensburger Patrizierfamilie Frentzel (auch: Frenzel) und sein Sohn Johann Wolfgang Frentzel (1615–1678), lutherischer Theologe
- Johann Frenzel (Klavierbauer), Klavierbauer
- Johann Gottlieb Frenzel (1715–1780), deutscher Jurist, Historiker und Philosoph
- Johann Gottfried Abraham Frenzel (1782–1855), deutscher Kupferstecher
- Johann Heinrich Frenzel (1807–1853), tschechischer Baumeister und Architekt des späten Klassizismus
- Johann Samuel Traugott Frenzel (1746–1807), deutscher Arzt, Naturwissenschaftler und Dozent
- Johannes Frenzel (1907–1945), deutsch-polnischer römisch-katholischer Geistlicher und Märtyrer
- Julius Frenzel (1830–1880), deutscher Verwaltungsjurist in Ostpreußen und Berlin
- Julius Frenzel (Heimatforscher) (1861–1935), deutscher Lehrer und Heimatforscher
- Jürgen Frenzel (1922–1986), deutscher Politiker (SPD)
- Jürgen Frenzel (Schriftsteller) (* 1952), deutscher Schriftsteller

### K
- Karl Frenzel (Schriftsteller) (1827–1914), deutscher Schriftsteller und Theaterkritiker
- Karl Frenzel (SS-Mitglied) (1911–1996), deutscher SS-Oberscharführer
- Karl Otto Frenzel (1864–1934), deutscher Theologe
- Katja Frenzel (* 1974), deutsche Schauspielerin
- Katrein Frenzel (* 1974), deutsche Schauspielerin
- Klaus Frenzel (1947–2025), deutscher Puppenspieler
- Korbinian Frenzel (* 1978), deutscher Politologe und Journalist

### M
- Markus Frenzel (* 1976), deutscher Journalist und Buchautor
- Martial Frenzel (* 1985), deutscher Jazzmusiker
- Matthias Frenzel (* 1982), deutscher Eishockeyspieler
- Max Frenzel (Politiker, 1891) (1891–1975), deutscher Gewerkschafter und Politiker (KPD)
- Max Frenzel (Politiker, 1893) (1893–1985), deutscher Politiker (KPD, SED), MdL Preußen
- Michael Frenzel (1628–1706), sorbischer evangelischer Pfarrer, siehe Michał Frencel
- Michael Frenzel (Manager) (* 1947), deutscher Manager und Politiker (SPD)
- Monika Frenzel (* 1950), österreichische Kunsthistorikerin, Buchautorin und Kuratorin

### N
- Nils Frenzel (* 1991), deutscher Autor und Journalist

### O
- Oskar Frenzel (1855–1915), deutscher Tier- und Landschaftsmaler
- Otto Frenzel (1834–1898), deutscher Bibliothekar
- Otto Frenzel (1880–1936) und Frieda Frenzel, Ehepaar und Gründer der Düsseldorfer Löwensenf GmbH

### P
- Paul Frenzel (1824–1872), deutscher Tier- und Landschaftsmaler
- Peter Frenzel (* 1965), deutscher Geologe und Hochschullehrer

### R
- Ralf Frenzel (* 1963), deutscher Verleger
- Robert Frenzel (1888–1977), deutscher Pionier des Zweiten Bildungsweges
- Roland Frenzel (1938–2004), deutscher Maler und Grafiker
- Rudi Frenzel (1923–2020), deutscher Jurist
- Rudolf Frenzel (1919–1962), deutscher Volkskundler

### W
- Walter Frenzel (Textiltechniker) (1884–1970), deutscher Textiltechniker und Hochschullehrer
- Walter Frenzel (Prähistoriker) (1892–1941), deutscher Prähistoriker, Lehrer und Museumsleiter
- Willi Frenzel (1879–1953), deutscher Radrennfahrer und Radsportfunktionär
- Wolfgang Frenzel (1914–1991), deutscher Jurist, Mitbegründer der Medizinischen Hochschule Hannover und deren Kurator

## Sonstiges
- Frenzelbrille
- Frenzel (Adelsgeschlecht)